# Ernst Wollweber

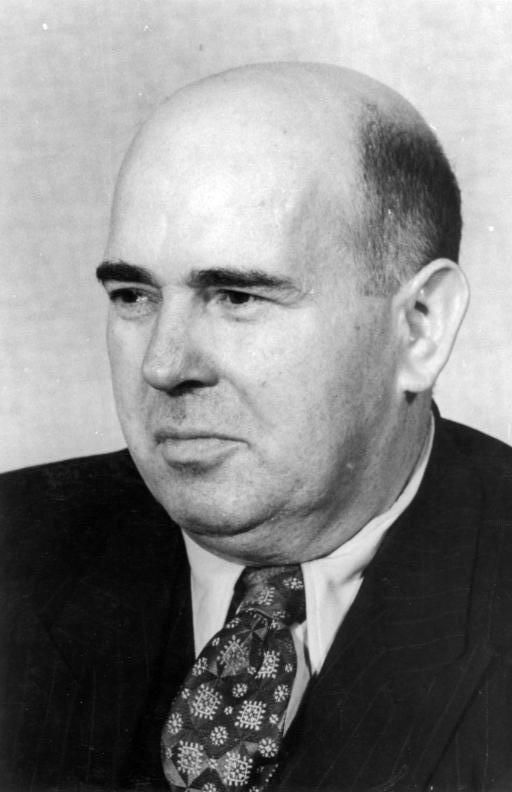
Ernst Wollweber (1950)

Ernst Wollweber (* 29. Oktober 1898 in Münden, Provinz Hannover; † 3. Mai 1967 in Ost-Berlin) war ein deutscher Politiker (KPD/SED). Von 1953 bis 1957 leitete er das Staatssekretariat bzw. das Ministerium für Staatssicherheit (MfS) in der Deutschen Demokratischen Republik.

## Leben
Ernst Wollweber wuchs in ärmlichen Verhältnissen in Hannoversch-Münden in der Burgstraße auf. Er war das drittjüngste von sechs Geschwistern. Bittere Not zwang die Kinder zur Mithilfe im Haushalt und zum selbständigen Handeln. Wollweber besaß ein Naturtalent: Er konnte überzeugend reden und war Anführer der Arbeiterjugend in seiner Heimatstadt. Als Sohn eines Tischlers geboren, heuerte Wollweber nach der Volksschule mit 15 Jahren bei Flößern auf der Weser als Schiffsjunge an. Von 1916 bis 1918 diente er in der U-Boot-Abteilung der Kaiserlichen Marine. Wollweber hatte dort eine Spezialausbildung zum „Sprengvormann“ erhalten und wurde als solcher ab 1917 auf einem U-Kreuzer eingesetzt. Aufgabe des Sprengvormanns war die schnelle Sprengung eines gekaperten Schiffes nach der Übernahme der Besatzung auf das U-Boot.

### Weimarer Republik
Während der Novemberrevolution nahm Wollweber am Kieler Matrosenaufstand teil, wurde Vorsitzender des Soldatenrats des U-Boot-Kreuzerverbandes und als solcher Mitglied des Kieler Gesamtsoldatenrates. Die im Waffenstillstandsabkommen von Compiègne vorgesehene Auslieferung der deutschen Hochseeflotte an Großbritannien empörte Wollweber und seine Kameraden. Sie wollten mehrere Schlachtschiffe handstreichartig besetzen und mit ihnen den sowjetrussischen Hafen Kronstadt ansteuern, der Plan scheiterte jedoch im Januar 1919. 1919 trat Wollweber in die Kommunistische Partei Deutschlands (KPD) ein.
Wollweber nahm an den Märzkämpfen in Mitteldeutschland 1921 teil, wurde politischer Sekretär des KPD-Bezirks Hessen-Waldeck und Mitglied des Zentralausschusses der KPD. Von August bis Oktober 1922 nahm Wollweber an der 1. Reichsparteischulung der KPD in Berlin teil. Ab Juli 1923 leitete er die KPD-Militärorganisation von Hessen-Waldeck und Thüringen. Er besuchte die Erste Militärschule in Moskau und wurde Verbindungsmann zur Sabotageabteilung der Roten Armee.
1924 wurde Wollweber wegen seiner Teilnahme an den Märzkämpfen wegen Hochverrats angeklagt und bis 1926 inhaftiert. Von 1928 bis 1932 war er Mitglied des Preußischen Landtages und danach, ab November 1932 bis zur Machtergreifung der Nationalsozialisten im März 1933, Mitglied des Reichstags. Seit 1932 war er Reichsleiter des „Einheitsverbands der Seeleute, Hafenarbeiter und Binnenschiffer“ in Hamburg, ebenso seit 1932 Leiter der Organisations-Abteilung des Zentralkomitees der KPD und Mitglied des Sekretariats des Exekutivkomitees der International Union of Seamen and Harbour Workers (ISH), ab 1933 Sekretär der ISH in Kopenhagen.

### Aktivität im Ausland
1934 wechselte er nach Leningrad und übernahm die Leitung des Internationalen Seemannsklubs, einer Spezialabteilung des NKWD. In dessen Auftrag beteiligte er sich am Aufbau einer Organisation, welche weltweite Sabotage an Schiffen faschistischer Staaten verübte.
Während des Spanischen Bürgerkriegs organisierte Wollweber 1937 im Auftrag der Kommunistischen Internationale die personelle Unterstützung und Waffenlieferungen an die in Spanien kämpfenden Internationalen Brigaden. Sie unterstützten die um ihr, durch rechtmäßige Wahlen erworbenes Regierungsmandat als republikanischen Regierung Spaniens kämpfenden Kräfte. Mit dem Putsch 1936, der um General Francisco Franco gruppierten militärischen Einheiten war die spanische Republik und ihre Demokratie in Gefahr geraten. Deshalb erklärten sich viele internationale Freiwillige bereit diesen Kampf zu unterstützen. Dazu gehörte auch die von Wollweber geführte Organisation „Bernhard“, auch „Wollweber-Organisation“ genannt, die sich um die Versorgung der republikanischen Truppen mit Waffen und Munition kümmerte. Nach der Niederlage der Republikaner 1938 musste er, da nach ihm fieberhaft gefahndet wurde, das Land verlassen. Spätestens 1940 kurz vor dem deutschen Überfall auf Dänemark und Norwegen tauchte er dort wieder auf und begann eine ähnliche Organisation, mit militärischem Zuschnitt zur Unterstützung der um die Befreiung ihrer Länder kämpfenden Dänen und Norweger, aufzubauen. Bei diesen Aktivitäten wurde Wollweber im Mai 1940 in Schweden verhaftet. Um seine Auslieferung als Kommunist und gesuchter Gegner des NS-Regimes an den NS-Staat Deutschland zu vermeiden, leistete er zunächst als Wiedergutmachung sechs Monate Zuchthausarbeit ab. Im schwedischen Strafrecht wird das als straffarbete bezeichnet. Nach seiner zeitweiligen Freisetzung in Vorbereitung des Prozesses wurde er zum Jahresende 1941 durch den in Schweden eingesetzten deutschen Polizeiattaché Hans-Hendrik Neumann observiert, um der schwedischen Seite Material für seine Auslieferung an Deutschland präsentieren zu können. Denn er stand bereits durch seine Tätigkeit in Spanien in den deutschen Fahndungsbüchern als gesuchter „Terrorist“. Mit seinem Gerichtsverfahren wurde er zu drei Jahren Haft in Schweden verurteilt. Während seiner Haftzeit erwarb er die sowjetischen Staatsbürgerschaft und beantragte daraufhin im November 1944 Ausreise in die Sowjetunion. Als er dort eintraf, hielt er sich zuerst zu einer Kur in Kislowodsk und danach in Moskau auf.

### Deutsche Demokratische Republik
Wollweber kehrte im März 1946 nach Deutschland in die Sowjetische Besatzungszone zurück und wurde im Mai desselben Jahres Mitglied der neu gegründeten Sozialistischen Einheitspartei Deutschlands (SED). Im Jahr 1947 stieg Wollweber vom stellvertretenden Leiter zum Leiter der Generaldirektion Schifffahrt auf. Am 17. November 1950 wurde er von Minister Hans Reingruber als neuernannter Staatssekretär des Ministeriums für Verkehrswesen in sein Amt eingeführt. Am 30. April 1953 wurde Wollweber vom Ministerrat zum Staatssekretär für das Staatssekretariat für Schifffahrt ernannt und am 25. Juni 1953 vom Präsidenten der Volkskammer Johannes Dieckmann vereidigt. Gerüchten zufolge soll er zwischen 1950 und 1953 als Staatssekretär im Verkehrsministerium im Auftrag der Sowjetunion die Wollweber-Organisation neu aufgebaut haben.
Im Juli 1953 übernahm Wollweber im Range eines Staatssekretärs die Leitung des MfS unter gleichzeitiger Ernennung zum Stellvertreter des Ministers des Innern und richtete sein Hauptaugenmerk auf westliche Geheimdienste, vor allem die Organisation Gehlen und später den Bundesnachrichtendienst (BND). In zahlreichen Reden stellte er Erfolge beim Enttarnen und Verurteilen vermeintlicher Spione heraus, nicht zuletzt um das Staatssekretariat wieder zum Ministerium aufgewertet zu sehen. Sein Vorgänger Wilhelm Zaisser hatte vergeblich versucht, den diktatorisch regierenden Ersten Sekretär des ZK Walter Ulbricht zu entmachten und den 1952 beschlossenen Aufbau des Sozialismus zu stoppen, der am 17. Juni 1953 zum Aufstand geführt hatte. Dafür war er gestürzt worden, und weil seine Behörde den Aufstand weder vereitelt noch auch nur vorhergesehen hatte, wurde das MfS für zwei Jahre zu einem Staatssekretariat herabgestuft. 1954 erhielt Wollweber den im selben Jahr gestifteten Vaterländischen Verdienstorden der DDR. Von 1954 bis 1958 war er außerdem Mitglied der Volkskammer und des Zentralkomitees der SED. Wollweber erklärte am 31. Oktober 1957 „krankheitsbedingt auf eigenen Wunsch“ seinen Rücktritt. Nachfolger wurde sein Stellvertreter Erich Mielke.

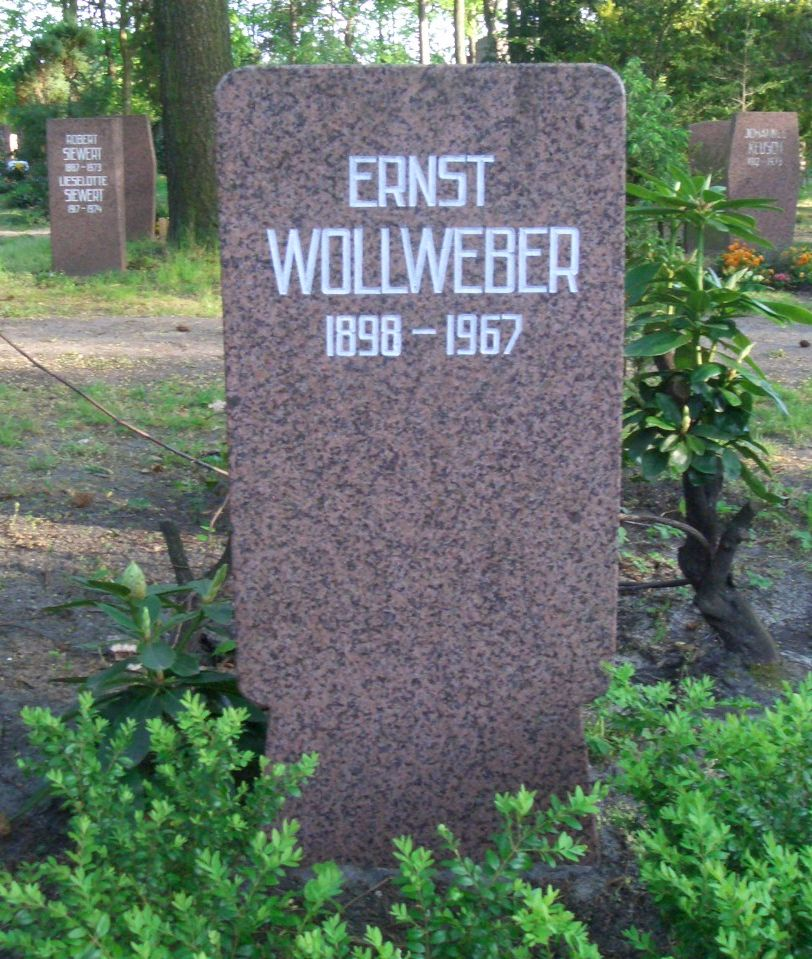
Grab von Ernst Wollweber

 Im Januar 1958 ließ Ulbricht gegen Wollweber ein Parteiverfahren wegen „Verstößen gegen das Parteistatut“ einleiten, und das ZK der SED schloss ihn zusammen mit Karl Schirdewan wegen „Fraktionstätigkeit“ aus. Er erhielt eine „strenge Parteirüge“ und musste sein Mandat für die Volkskammer niederlegen; er vereinsamte privat und wurde zur Unperson. Bild und Name Wollwebers verschwanden aus den Werken zur Parteigeschichte, zur Geschichte der DDR und über den antifaschistischen Widerstandskampf. Interne Darstellungen zur Geschichte des MfS nannten ihn, wie auch seinen Vorgänger Zaisser, nicht. Er lebte bis Anfang der 1960er Jahre zurückgezogen in seiner großen Wohnung in der Ost-Berliner Stalinallee 110 und schrieb an einer Autobiografie, die mit dem Jahr 1947 abbrach. Wollweber, nach seinem Sturz von Lebensgefährtin und Adoptivtochter verlassen, heiratete 1960 eine 27 Jahre jüngere Frau. Das Paar zog nach Berlin-Hirschgarten. Seinen Tod am 3. Mai 1967 meldete die SED-Kreisleitung Berlin-Köpenick im Zentralorgan Neues Deutschland mit einwöchiger Verspätung in einer Neun-Zeilen-Notiz. Einzelheiten zu Wollwebers Urnenbeisetzung legte das Sekretariat des Politbüros der SED fest. Sie fand in der Gräberanlage „Pergolenweg“ des Zentralfriedhofs Friedrichsfelde in Berlin-Lichtenberg unter Beteiligung einer Ehrenwache des MfS statt.
Wollweber hatte 1964 eine scharfe Abrechnung mit Ulbricht verfasst und seine Frau gebeten, sie dereinst einem neuen Parteichef zu übergeben. So gelangte das Manuskript 1971 an Erich Honecker, der es verschwinden ließ. Überliefert ist eine von Frau Wollweber versteckt aufbewahrte Kopie.